# Chiron kelleri
Chiron kelleri là một loài bọ cánh cứng trong họ Bọ hung (Scarabaeidae).